# Maurits (naam)
Maurits is een Nederlandse jongensnaam. Maurits zou zijn afgeleid van Mauritius, wat weer een uitbreiding vormt van het Latijnse woord maurus, wat "moor, bewoner van Mauretanië" betekent. De naam werd vooral populair door de heilige Mauritius, een Romeins officier en martelaar uit de derde eeuw, die vooral in Zwitserland werd vereerd en waarnaar onder andere in Nederland een aantal kerken werden vernoemd. Zijn naamfeest is op 22 september. 
Maurice is de Franse versie van de voornaam Maurits, en komt aldus ook in Vlaanderen vrij frequent voor.
Veel Joden in Europa met de naam Mozes of Moshe veranderden hun naam ook wel in Maurits, of de varianten Moritz (Duits), Maurice (Frans), Maurizio/Maurilio/Mauro (Italiaans), Mauricio/Mauro (Spaans) en Morris (Engels).

## Bekende naamdragers

### Adel
- Maurits van Hessen-Kassel (1572-1632), 'de Geleerde', landgraaf van Hessen-Kassel
- Johan Maurits van Nassau-Siegen (1604-1679), bekend van het Mauritshuis in Den Haag

Nederland(en)
- Maurits der Nederlanden (1843-1850)
- Maurits van Oranje (1567-1625), zoon van Willem van Oranje en Anna van Saksen
- Maurits van Oranje-Nassau, van Vollenhoven (1968), zoon van Margriet der Nederlanden en Pieter van Vollenhoven
- zie ook Maurits van Oranje-Nassau (doorverwijspagina)

### Overige personen
- Maurits Berger, hoogleraar
- Maurice De Bevere, pseudoniem van Morris (striptekenaar)
- Maurits Coppieters, Vlaams politicus
- Maurice Chevalier, Frans entertainer
- Maurits Cornelis Escher, kunstenaar
- Maurizio Fondriest, wielrenner
- Maurits Hendriks, Nederlands hockeycoach
- Maurice de Hond
- Maurice Lippens, Belgisch zakenman
- Maurice Maeterlinck Nobelprijs Literatuur 1911
- Maurice Merleau-Ponty, filosoof
- Maurice Ravel, componist
- Maurice De Wilde, journalist
- Maurits, pseudoniem van de Ned.-Indische schrijver P.A. Daum
- Maurizio Pollini
- Mauritius of Maurice de Sully, bisschop van Parijs en bouwheer van de Notre-Dame van Parijs

De naam Maurits wordt ook vaak afgekort als Maup, Mauk, Maus of Ties.